# کورینا

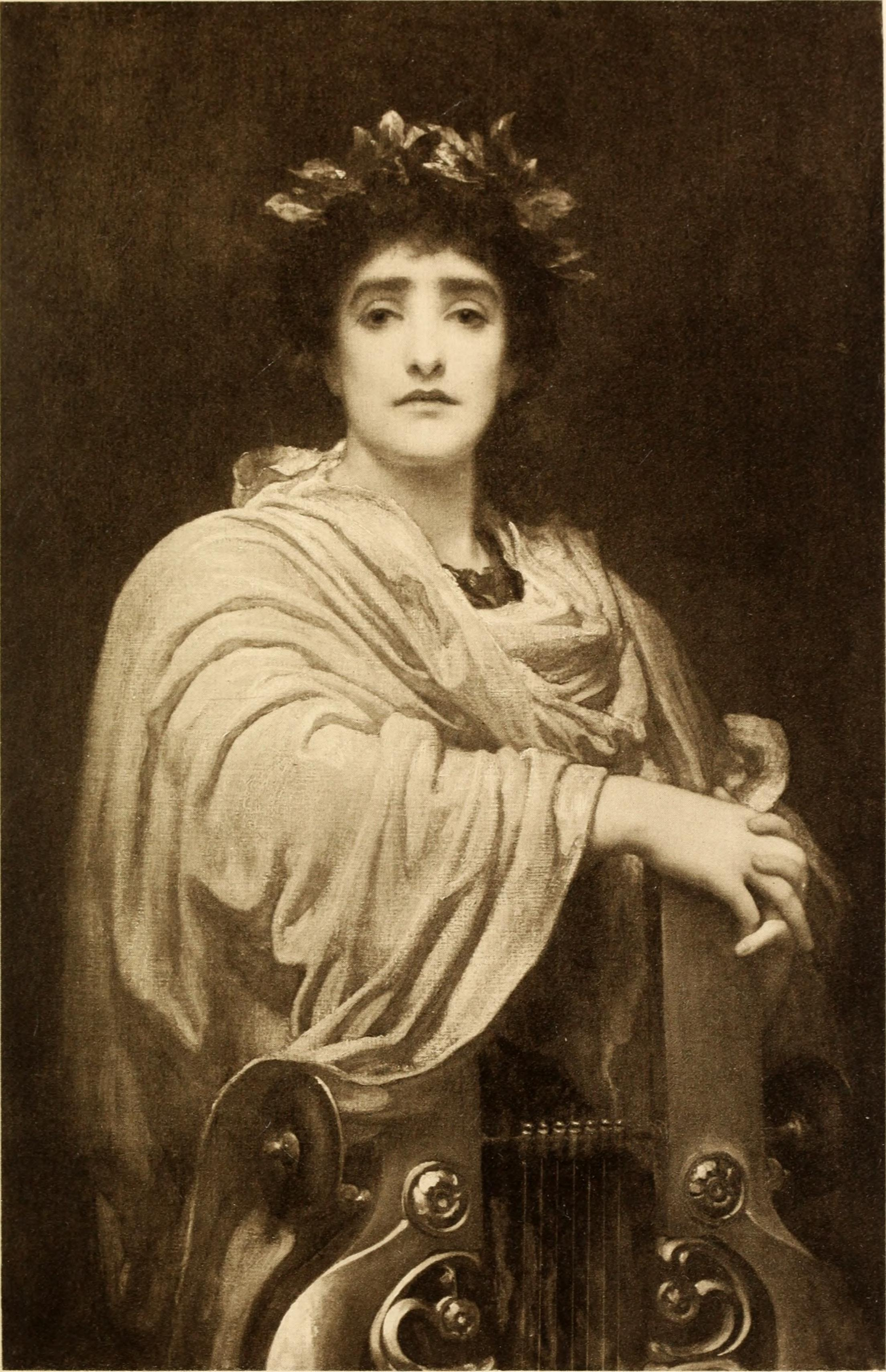
کورینای تاناگرا ، c. 1893 اثر فردریک لیتون.

کورینا (یونانی باستان: Κόριννα) شاعر یونان باستان بود که در تاناگرا در بویوتیا زندگی می‌کرد و به سرودن شعر یونانی می پرداخت. کورینا توسط هربرت وایر اسمیت به عنوان مشهورترین شاعر زن در یونان بوستان پس از سافو توصیف شده است. برخی معتقدند او هم عصر پیندار بوده است و برخی دیگر از دانشمندان معتقدند او در دوره هلینیستی ۳۲۳ تا ۳۱ قبل از میلاد می زیسته است. آثار کورینا بیشتر بر افسانه های محلی بویوتیا تاکید دارد. آثار او از محدودترین آثاری است که از شاعران مونث یونان باستان حفظ شده است.

## پیوند بیرون
پرونده‌های رسانه‌ای مربوط به Corinna (poetess) در ویکی‌انبار 